# Maria Mittet
Maria Haukaas Mittet (nata Maria Haukaas Storeng; Finnsnes, 3 agosto 1979) è un'attrice, cantante e doppiatrice norvegese.
È un'artista poliedrica, attiva in diversi settori. Come attrice ha recitato sia al teatro che al cinema. Come cantante, ha pubblicato 2 album e rappresentato la Norvegia all'Eurovision Song Contest 2008 con la canzone Hold On Be Strong, arrivando quinta. L'anno dopo partecipa al Melodifestivalen svedese, dove si ferma al primo turno. Nel 2010 invece, si ferma alla finale del MGP.
Nel 2010 si sposa con Hans Marius Hoff Mittet, prendendo così il cognome attuale.

## Attività teatrale (parziale)
- 1991-1992 Annie - come Annie (al Bryggeteateret ad Oslo)
- 1995-1996 Trollmannen fra Oz (Il meraviglioso mago di Oz) - nel personaggio di Dorothy (al Det norske teatret ad Oslo)
- 2002 Thank You For The Music - ABBA Tribute (al Scene West ad Oslo)
- 2003 Fame - nel personaggio di Mabel Washington (al Chat Noir ad Oslo)
- 2005 Hamlet - nel personaggio di Ofelia (ad Harstad e Tromsø)
- 2006-2007 Hair - nel personaggio di Sheila Franklin (al Det Norske Teatret ad Oslo)

## Attività cinematografica
Ha doppiato alcuni personaggi per il cinema norvegese:
- Kim Possible
- Chicken Little - Amici per le penne
- Shrek terzo

## Discografia
- Breathing (2005)
- Hold On Be Strong (2008)